# 20309 Batalden
20309 Batalden è un asteroide della fascia principale. Scoperto nel 1998, presenta un'orbita caratterizzata da un semiasse maggiore pari a 2,4882656 UA e da un'eccentricità di 0,1318602, inclinata di 6,80850° rispetto all'eclittica.